# Berzano di Tortona
Berzano di Tortona é uma comuna italiana da região do Piemonte, província de Alexandria, com cerca de 132 habitantes. Estende-se por uma área de 2,91 km², tendo uma densidade populacional de 208 hab/km². Faz fronteira com Monleale, Sarezzano, Viguzzolo, Volpeglino.

## Demografia
| Variação demográfica do município entre 1861 e 2011                               |
|                                                                                   |
| Fonte: Istituto Nazionale di Statistica (ISTAT) - Elaboração gráfica da Wikipedia |